# کیم یونگ ران
کیم یونگ ران (کره‌ای: 김영란؛ زادهٔ ۱۹ اوت ۱۹۵۶) بازیگر اهل کره جنوبی است. کیم در سال ۱۹۷۶ از تحصیل در دانشگاه کنکوک انصراف داد تا حرفه بازیگری را دنبال کند. او در دوران اوج خود از اواخر دههٔ ۱۹۷۰ تا اوایل دههٔ ۱۹۸۰ به عنوان بازیگر نقش اصلی ایفای نقش می‌کرد و تا امروز در نقش‌های مکمل فعالیت می‌کند.

## فیلم‌شناسی

### مجموعه تلویزیونی
- پادشاه قصر چودونگ (۱۹۸۳)
- اشک‌های اژدها (۱۹۹۶)
- داستان سلطنتی: جانگ هی بین (۲۰۰۲)
- باران دروغ (۲۰۰۸)
- همسر من بی‌نظیره (۲۰۰۹)
- رژ لب صورتی (۲۰۱۰)
- خانواده جدید (۲۰۱۲)
- قلب زرد (۲۰۱۲)
- تو کیستی؟ (۲۰۱۳)
- قول ۱۲ ساله (۲۰۱۴)